# Kurt von Reventlou

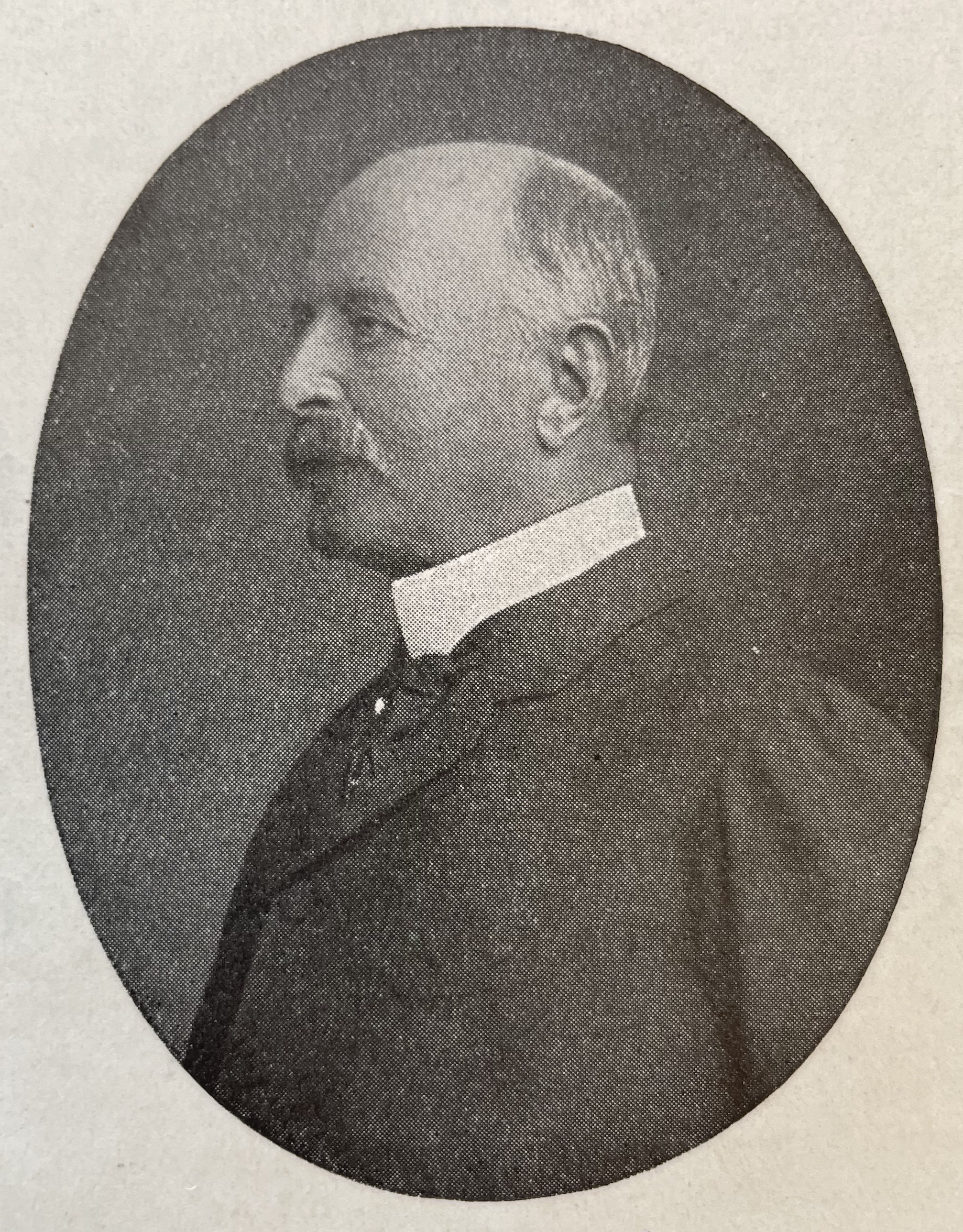
Kurt von Reventlou

Kurt Graf von Reventlou, auch Reventlow (* 6. November 1834 in Kiel; † 13. Oktober 1914 in Damp) war ein deutscher Verwaltungsjurist und Politiker in Preußen. 

## Leben
Kurt von Reventlou wurde als Sohn des Schleswig-holsteinischen Staatsmannes Friedrich von Reventlou und der Luise Freiin Löw von und zu Steinfurth geboren. Nach dem Besuch der Württembergischen Erziehungsanstalt Salon und des Katharineums zu Lübeck bis Ostern 1853 studierte er an der Friedrich-Wilhelms-Universität Berlin und der Rheinischen Friedrich-Wilhelms-Universität Rechtswissenschaft. 1854 wurde er Mitglied des Corps Borussia Bonn. Nach bestandenem Gerichtsassessorexamen war er zunächst Staatsanwaltsgehilfe. Von 1867 bis 1877 war er Landrat des Kreises Guben und 1870–1873 Mitglied des Preußischen Abgeordnetenhauses.
Er kehrte 1877 in die Provinz Schleswig-Holstein zurück und wurde in der Nachfolge seines Vaters Klosterpropst im Kloster Preetz. 1888 wurde er Landtagsmarschall und 1889 Erster Vorsitzender des Provinziallandtags Schleswig-Holstein und dessen Provinzialausschusses. 1890 wurde er kraft seines Amtes Mitglied des Preußischen Herrenhauses, dem er bis 1914 angehörte. Von Reventlou war Vorsitzender der Gesamtsynode der Evangelisch-Lutherischen Landeskirche Schleswig-Holsteins. Er war mit Luise von Qualen kinderlos verheiratet.

## Ehrungen
- Charakter als Wirkl. Geh. Rat
- Roter Adlerorden 2. Klasse
- Königlicher Kronen-Orden (Preußen) 2. Klasse[4]